# Breguzzo
Breguzzo település Olaszországban, Trento megyében.  Breguzzo Bolbeno, Bondo, Daone, Roncone, Tione di Trento, Villa Rendena és Lardaro községekkel határos.

## Népesség
A település népességének változása: